# Café Elektric

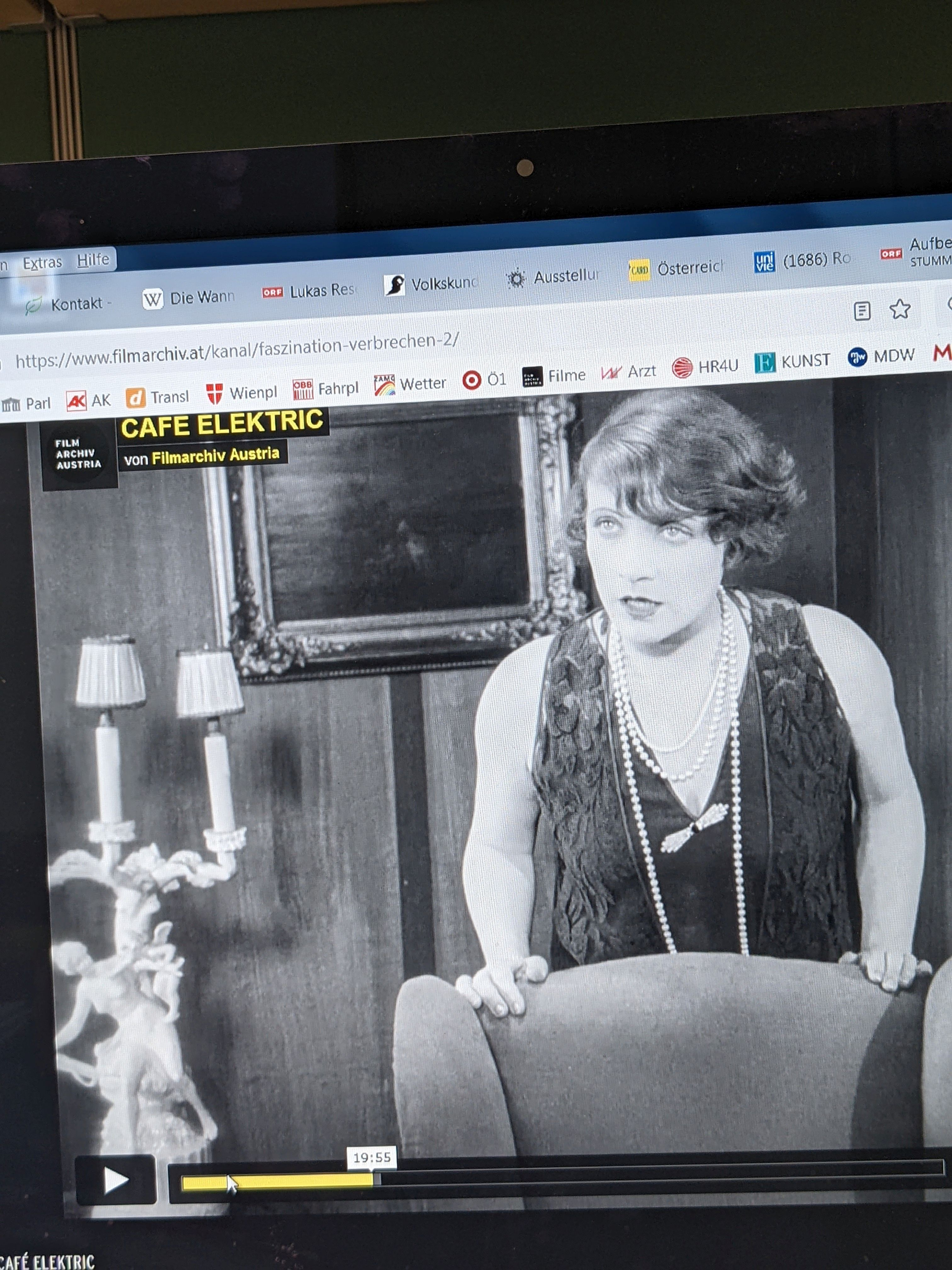
Szenenfoto Marlene Dietrich in "Café Elektric"

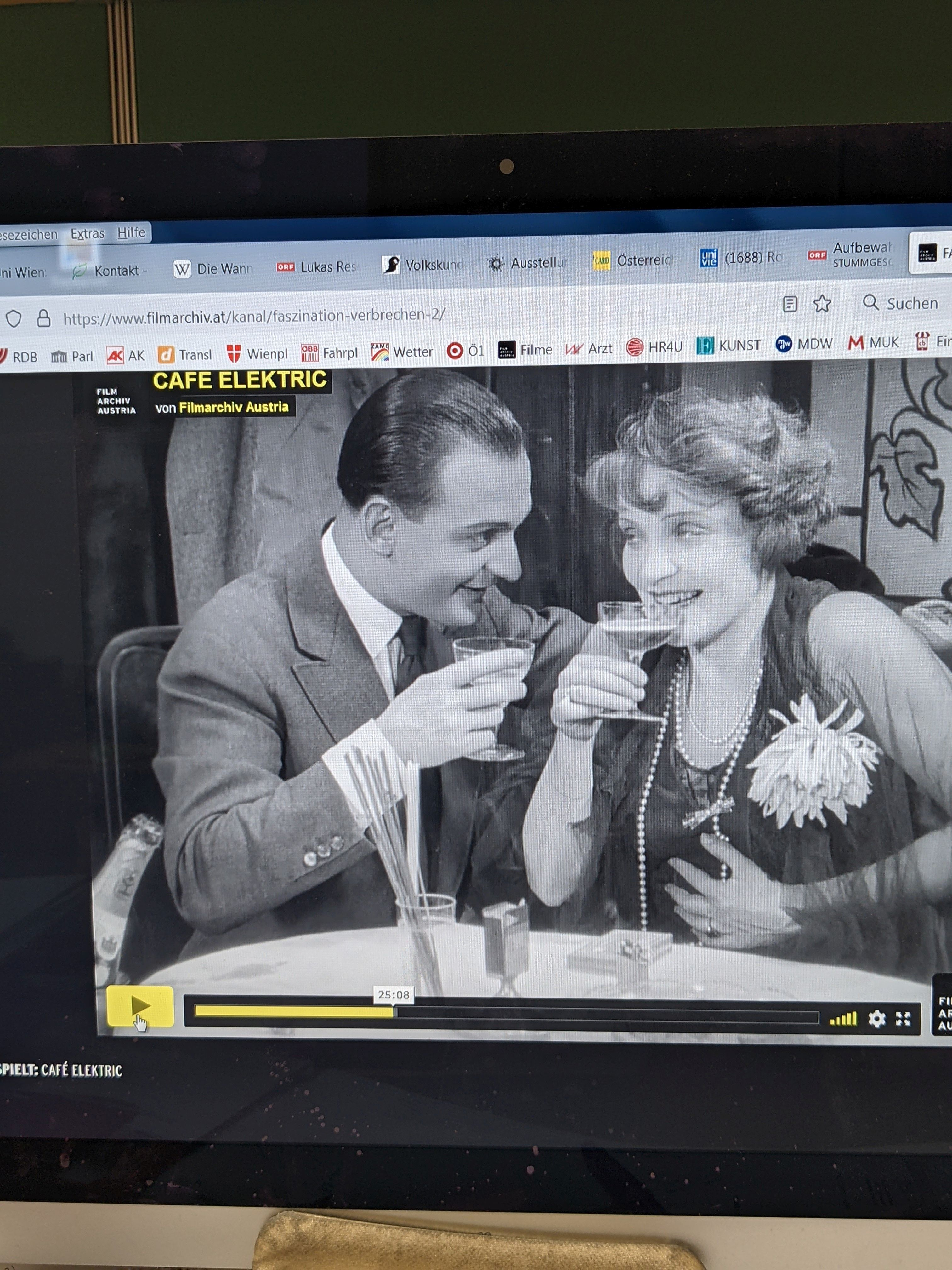
Szenenfoto Marlene Dietrich und Willi Forst in "Café Elektric"

Café Elektric ist der Titel eines österreichischen Stummfilmdramas, das Gustav Ucicky im Jahre 1927 nach einem Drehbuch realisierte, das Jacques Bachrach nach dem Bühnenstück „Die Liebesbörse“ von Felix Fischer geschrieben hatte. Marlene Dietrich spielte in diesem Film ihre erste Hauptrolle. Neben ihr wählte Produzent Sascha Kolowrat-Krakowsky den ebenfalls noch jungen Willi Forst als männlichen Hauptdarsteller aus. Die Premiere fand am 25. November 1927 in Wien statt.
Der Film, von dem nur eine unvollständige Kopie existiert, wurde 1978 vom Filmarchiv Austria restauriert und 1996 im Fernsehen ausgestrahlt. Das Ende des Films gilt jedoch als verloren.
Eine Neufassung der Musik erfolgte 2008 durch den österreichischen Stummfilmpianisten Gerhard Gruber.

## Handlung
Das Café Elektric ist Treffpunkt der Halbwelt Wiens. Erni Göttlinger, die Tochter eines Bauunternehmers, lässt sich mit dem zwielichtigen Ferdl ein, ihre Beziehung scheitert. Das zweite Filmpaar besteht aus dem einst beim Bauunternehmer angestellten, nun aber arbeitslos gewordenen Ingenieur Max Stöger und dem Mädchen Hansi, das er aus der Halbwelt des Café Elektric holt. Nach einigen unvermeidlichen Missverständnissen findet er nicht nur wieder Arbeit, sondern es gibt auch ein Happy End mit Hansi.

## Hintergrund
Der Film war eine Produktion der Sascha Film-Industrie A.G. in Wien. Die Produktionsleitung hatte Karl Hartl, der auch dem Regisseur assistierte. Die Filmbauten schuf Architekt Artur Berger, für die Photographie zeichnete Hans Androschin. Den Verleih für Deutschland hatte die Südfilm A.G. Berlin inne.
“Café Elektric” stand in der Tradition der so genannten „Sittenfilme“. In diese Richtung wiesen auch die beiden Untertitel “Wenn ein Weib den Weg verliert” (Anm.) und „Die Liebesbörse“. Ursprünglich sollte er einmal „Prostitution“ heißen, was jedoch von der Zensur, welcher der Film drei Mal vorlag, ehe er die Zulassung für Deutschland bekam, verhindert wurde.
Der Film lag als “Prostitution. Irrwege der Liebe” das erste Mal am 23. Jänner 1928 der Zensur in Berlin in einer Länge von 7 Akten gleich 2395 m vor und wurde unter der Nr. B.17 969 sogleich verboten. Auch nach heftigen Schnitten, die ihn auf 2054 m verkürzten, und zwei weiteren Anläufen am 3. und am 13. Februar 1928
“Prostitution. Irrwege der Liebe”, Filmprüfstelle Berlin, 3. Februar 1928, 7 Akte 2054 m, Zensur-Nr. B.18 070, Verbot.
“Prostitution. Irrwege der Liebe”, Film-Oberprüfstelle, 13. Februar 1928, 7 Akte 2054 m, Zensur-Nr. O.00150, Verbot.
blieb die Zensurstelle bei ihrer Entscheidung, die sie folgendermaßen begründete:
“Männliche und weibliche Zuschauer werden durch diese Darstellung leichten und erfolgreichen Erwerbes materieller und geschlechtlicher Vorteile in ihrem sittlichen Empfinden abgestumpft und angereizt, was einer entsittlichenden Wirkung gleich kommt.” (Berlin 13. Februar 1928, Film-Oberprüfstelle Berlin Nr. 150)
Die Uraufführung für Österreich fand am 25. November 1927 in Wien statt. In Berlin wurde der Film am 22. März 1928 im Emelka-Palast uraufgeführt.
Der Film sollte zeigen, “wie leicht es in unserer Zeit ist, vom rechten Weg abzukommen, und wie eine vernachlässigte Erziehung ein ganzes Leben zerstören kann.” Er sollte aber auch lehren, “dass es einem unverschuldet gesunkenen Menschen möglich ist, durch reine Liebe wieder aus dem Dunkel zum Licht zurückzufinden” Die so im Vorspann des Films reichlich spekulativ behaupteten erzieherischen Absichten waren jedoch nicht ernst gemeint, stand doch die „Sensation“ von nackten Damenbeinen und ausgedehnten Kussszenen im Vordergrund.
Das Wien der 1920er Jahre wird im Film zwar nicht realistisch dargestellt – 1927 war das Jahr des Justizpalastbrandes, die als „Julirevolte“ bekannt gewordenen sozialen Auseinandersetzungen dieses Jahres fanden im Film keine Widerspiegelung –, dennoch gaben die Schauspieler glaubwürdige Charaktere ab, allen voran Willi Forst, dessen große Zeit jedoch erst mit dem Tonfilm begann. Marlene Dietrich, dem Zuhälter Ferdl ausgeliefert, überzeugte mit ihren körperlichen Reizen noch nicht alle: „Nina Vanna als Hansi regt uns weder an, noch auch nur auf. Marlene Dietrich Anspruchslosere wenigstens das letztere. Wenn sie auch ihre muskulösen Schultern besser nicht entblößte. Sie sieht im Dekolleté erschreckend vierschrötig aus“ fand dagegen der Kritiker der Lichtbild-Bühne am 23. März 1928. Ihre einzigartige Ausstrahlung konnte sie erst in den Tonfilmen Josef von Sternbergs entfalten.

## Kritiken
- Filmbesprechung nach der Uraufführung in: Lichtbild-Bühne, 23. März 1928, und Abbildung der Anzeige der Süd-Film A.G. “Ein packendes Bild mit prachtvoller Darstellung” aus: Lichtbild-Bühne, 21. März 1928
- Filmkritik von Georg Herzberg zur Aufführung im Emelka-Palast, Berlin, am 22. März 1928 (Quelle: DIF)

## Wiederveröffentlichung
Die „Edition Der Standard“ Wien brachte den Film mit der Musik von Gerhard Gruber am 3. Oktober 2008 als DVD (dritter Teil der Edition, Nummer 105) in den Handel.